# Komodo (đảo)
Komodo là một trong số khoảng 17.508 đảo của Indonesia. Đảo này có diện tích khoảng 390 km² và trên 2.000 người sinh sống. Cư dân trên đảo là hậu duệ của những người bị kết án tù trước đây và bị đày ra đảo này với huyết thống pha trộn với người Bugis từ Sulawesi. Chủ yếu là những người theo Hồi giáo nhưng có các cộng đồng thiểu số theo Kitô giáo và Hindu giáo.
Komodo là một phần của chuỗi các đảo có tên gọi chung là quần đảo Nusa Tenggara (quần đảo Sunda Nhỏ). Nó cũng là một phần của vườn quốc gia Komodo. Sinh vật đáng chú ý nhất tại đây là loài rồng Komodo bản địa. Ngoài ra, đảo này cũng là điểm đến nổi tiếng cho những người ưa thích lặn. Về mặt hành chính, đảo Komodo là một phần của tỉnh Đông Nusa Tenggara.

## Vị trí
Komodo nằm giữa các đảo lớn hơn đáng kể là đảo Sumbawa ở phía tây và đảo Flores ở phía đông. Đảo này có chiều dài theo hướng bắc nam khoảng 35 km và chiều rộng theo hướng tây-đông khoảng 24 km. Phía bắc là biển Flores, phía nam là eo biển Sumba.

## Quần thể động vật
Đảo này được biết đến không chỉ là những di sản của những người tù khổ sai mà vì còn do quần thể động vật độc đáo duy nhất của nó. Rồng Komodo, loài thằn lằn còn sinh tồn lớn nhất trên thế giới, có tên gọi như vậy là lấy theo tên gọi của đảo này. Nó sinh sống trên đảo Komodo cũng như trên một số đảo nhỏ khác nằm cận kề.

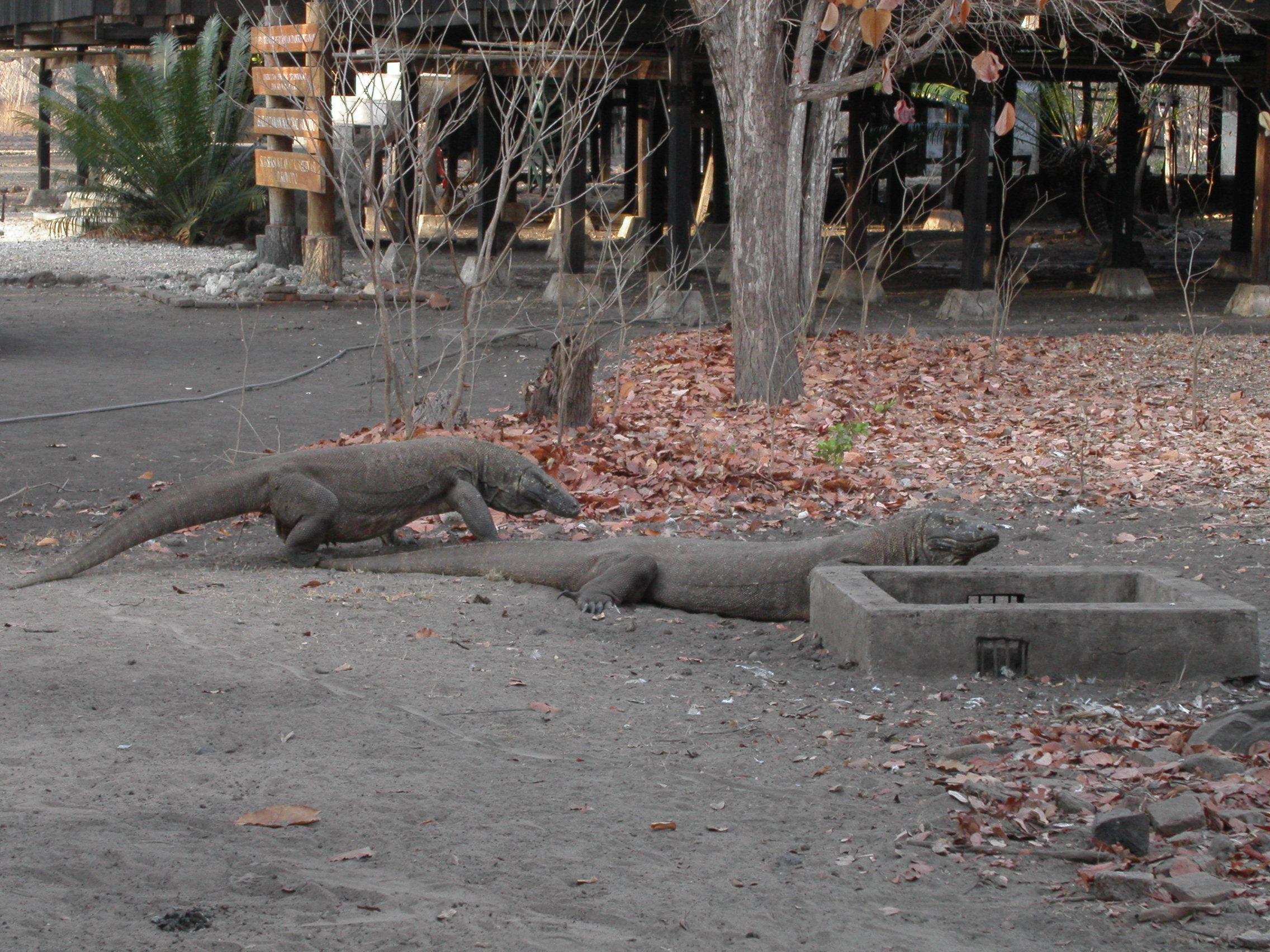
Rồng Komodo

## Tiếp xúc của người châu Âu
Người Hà Lan đầu tiên tới đảo này vào năm 1910 là sĩ quan Van Steyn van Hensbroek. Tuy nhiên, cả người Bồ Đào Nha lẫn người Nhật đã từng đặt chân tới đây từ sớm hơn.